# Nestory Irankunda
Nestory Irankunda (Kigoma, Tanzania, 9 de febrero de 2006) es un futbolista australiano que juega de delantero en el Watford F. C. de la EFL Championship.

## Trayectoria
El 14 de noviembre de 2023 el Adelaide United F. C. anunció su venta al Bayern de Múnich por una cifra récord para el club. El delantero se incorporará al club el 1 de julio de 2024. Fabrizio Romano informó cuatro días antes de que el Bayern de Múnich había presentado una oferta por Irankunda valorada en 3 millones de libras más variables, lo que podría batir el récord de traspasos en la liga establecido por Marco Tilio en su fichaje por el Celtic F. C. Otros medios también han informado de que el Bayern presentó una oferta inicial de 750 000 euros, con un pago final que podría ascender a más de 3 millones de euros si se cumplen las condiciones acordadas.

## Estadísticas

### Clubes
Actualizado al último partido disputado el 2 de noviembre de 2024.
| Club                            | Div.          | Temporada     | Liga  | Liga  | Liga   | Copas nacionales | Copas nacionales | Copas nacionales | Copas internacionales | Copas internacionales | Copas internacionales | Total | Total | Total  |
| Club                            | Div.          | Temporada     | Part. | Goles | Asist. | Part.            | Goles            | Asist.           | Part.                 | Goles                 | Asist.                | Part. | Goles | Asist. |
| ------------------------------- | ------------- | ------------- | ----- | ----- | ------ | ---------------- | ---------------- | ---------------- | --------------------- | --------------------- | --------------------- | ----- | ----- | ------ |
| Adelaide United F. C. Australia | 1.ª           | 2021-22       | 13    | 3     | 0      | 0                | 0                | 0                | —                     | —                     | —                     | 13    | 3     | 0      |
| Adelaide United F. C. Australia | 1.ª           | 2022-23       | 22    | 5     | 2      | 1                | 0                | 0                | —                     | —                     | —                     | 23    | 5     | 2      |
| Adelaide United F. C. Australia | 1.ª           | 2023-24       | 25    | 8     | 6      | 0                | 0                | 0                | —                     | —                     | —                     | 25    | 8     | 6      |
| Adelaide United F. C. Australia | Total club    | Total club    | 60    | 16    | 8      | 1                | 0                | 0                | 0                     | 0                     | 0                     | 61    | 16    | 8      |
| Bayern de Múnich II · Alemania  | 4.ª           | 2024-25       | 15    | 4     | 4      | —                | —                | —                | —                     | —                     | —                     | 15    | 4     | 4      |
| Bayern de Múnich II · Alemania  | Total club    | Total club    | 15    | 4     | 4      | 0                | 0                | 0                | 0                     | 0                     | 0                     | 15    | 4     | 4      |
| Bayern de Múnich · Alemania     | 1.ª           | 2024-25       | 0     | 0     | 0      | 0                | 0                | 0                | 0                     | 0                     | 0                     | 0     | 0     | 0      |
| Bayern de Múnich · Alemania     | Total club    | Total club    | 0     | 0     | 0      | 0                | 0                | 0                | 0                     | 0                     | 0                     | 0     | 0     | 0      |
| Grasshopper · Suiza             | 1.ª           | 2024-25       | 0     | 0     | 0      | 0                | 0                | 0                | —                     | —                     | —                     | 0     | 0     | 0      |
| Grasshopper · Suiza             | Total club    | Total club    | 0     | 0     | 0      | 0                | 0                | 0                | 0                     | 0                     | 0                     | 0     | 0     | 0      |
| Total carrera                   | Total carrera | Total carrera | 75    | 20    | 10     | 1                | 0                | 0                | 0                     | 0                     | 0                     | 76    | 20    | 10     |